# Virgil Pop
Virgil Pop (n. 4 februarie 1968) este un politician român, deputat în Parlamentul României în mandatul 2008-2012 din partea PNL Cluj.

## Condamnare penală
La data de 17 noiembrie 2008 a fost reținut de procurorii Direcția Națională Anticorupție (DNA), fiind acuzat de trafic de influență,
fals, instigare la fals sub semnătură privată și spălare de bani.
La data de 13 decembrie 2008 a fost trimis în judecată.
Pe 26 martie 2012 a fost condamnat de Înalta Curte de Casație și Justiție la cinci ani de închisoare cu executare, pentru fapte de corupție , printr-o decizie definitivă și executorie.
Este primul parlamentar român condamnat la închisoare cu executare în timp ce își exercită funcția publică.